# Дънкелд
Дънкѐлд (на английски: Dunkeld; на шотландски келтски: Dùn Chailleann) е град, разположен в област Пърт анд Кинрос, Шотландия. Според преброяването на населението през 2004 г. населението му е 1330 души (2016 г.).